# HRA Pharma
 (janvier 2015).
HRA Pharma est une société pharmaceutique fondée en 1996 par le Dr André Ulmann. 
La société s’étend à travers l’Europe avec des filiales en France, Belgique, Allemagne, Italie, Espagne, Portugal, Suisse, Royaume-Uni et Irlande. Elle se spécialise dans le développement et la mise sur le marché de traitements innovants dans les domaines de la santé de la femme et de l’endocrinologie. 

## Historique
Le laboratoire lance son premier produit en 1999, le Norlevo, un contraceptif d’urgence à base de lévonorgestrel. Un an plus tard, la pilule du lendemain obtient son autorisation d’être commercialisée sur le marché européen et devient le premier contraceptif hormonal à délivrance à titre anonyme et gratuit aux mineures et disponible en pharmacie sans ordonnance mais après un « entretien visant à s'assurer que la situation de la personne mineure correspond aux critères d'urgence et aux conditions d'utilisation de cette contraception. » Elle doit être administrée dans les 72 heures qui suivent un rapport sexuel pas ou mal protégé. 
Le lévonorgestrel est la dénomination commune internationale (DCI) du Norlevo et possède un effet contraceptif grâce au blocage de l'ovulation.
Après la pilule du lendemain (Norlevo), HRA Pharma met sur le marché la pilule du surlendemain dont la DCI est l'acétate d'ulipristal (EllaOne) en 2009. Celle-ci peut être administrée jusqu'à 120 heures (soit 5 jours) après le rapport sexuel,. 
En 2011, le fonds d'investissement Riverside prend une participation minoritaire au capital du laboratoire. 
On s'aperçoit en 2013, que cette pilule du lendemain (Norlevo) n'est plus aussi efficace au-delà d'un certain poids (75 kg),,.
Le 8 septembre 2021 Perrigo a annoncé son intention d'acheter HRA Pharma aux sociétés d'investissement Astorg et Goldman Sachs Asset Management dans le cadre d'une transaction en espèces évaluée à 1,8 milliard d'euros (2,13 milliards de dollars).